# Drapeau de l'Arizona
Le drapeau de l'Arizona est le drapeau officiel de l'État américain de l'Arizona.  Il est composé de 13 rayons rouge et or (les couleurs des conquistadores et du drapeau de l'Espagne) dans la moitié supérieure, représentant les treize comtés originaux de l'Arizona et rappelant également les couchers de soleil colorés de cet État. Une étoile de couleur cuivre, au centre, représente l'industrie minière du cuivre. La moitié inférieure, de couleur bleue, symbolise la liberté.
Ce drapeau a été conçu en 1910 par le colonel Charles W. Harris, chef de la garde nationale de l'Arizona (en) qui voulait doter son équipe de fusiliers de l'État lors de leur participation aux rencontres nationale du Camp Perry. L'équipe de l'Arizona était en effet la seule à ne pas avoir de drapeau lors de ces compétitions. Le premier drapeau de l'Arizona a été fabriqué par May B. Stewart.
Ce drapeau fut adopté le 17 février 1917 par la troisième législature de l'État d'Arizona. L'adoption du drapeau se fit sans la signature du gouverneur, Thomas Campbell. Aucune raison officielle n'a été donnée pour justifier cette absence de signature du gouverneur.
En 2001, lors d'un sondage mené par la North American Vexillological Association, le drapeau de l'Arizona a été classé comme l'un des « 10 meilleurs drapeaux du continent », se plaçant en sixième position sur 72 drapeaux nord-américains pour la conception générale, et en obtenant une note de 7,92 sur 10.